# Fundeni, Galați
Fundeni là một xã thuộc hạt Galați, România. Dân số thời điểm năm 2002 là 3998 người.